# Yu Hongqi
Yu Hongqi (chinesisch 于红旗; * 2. Februar 1973 in Dalian) ist eine ehemalige chinesische Fußballspielerin.

## Karriere
Mit der chinesischen A-Nationalmannschaft nahm sie an den Olympischen Spielen 1996, wo sie mit ihrem Team die Silber-Medaille gewann.